# Weyer (Bas-Rhin)
Weyer ist eine französische Gemeinde mit 532 Einwohnern (Stand 1. Januar 2021) im Département Bas-Rhin in der Region Grand Est (bis 2015 Elsass). Sie liegt im „Krummen Elsass“.

## Geschichte
Von 1871 bis zum Ende des Ersten Weltkrieges gehörte Weyer als Teil des Reichslandes Elsaß-Lothringen zum Deutschen Reich und war dem Kreis Zabern im Bezirk Unterelsaß zugeordnet.

## Bevölkerungsentwicklung
| Jahr      | 1910 | 1962 | 1968 | 1975 | 1982 | 1990 | 1999 | 2007 | 2017 |
| Einwohner | 724  | 550  | 551  | 562  | 514  | 450  | 495  | 586  | 576  |

## Sehenswürdigkeiten
- Rundturmkirche Saint-Simon und Saint-Jude

## Persönlichkeiten
- Gottfried Berron (1910–2004), deutscher Lyriker